# Gamprin
Gamprin (Gamprii nel dialetto locale alemannico) è uno dei comuni del principato del Liechtenstein.

## Geografia antropica
Fa parte del comune la località abitata Bendern.

## Società

### Evoluzione demografica
Abitanti censiti